# Espace de discussion de rue
Les espaces de discussion de rue en Côte d’Ivoire étaient des regroupements de populations constituées à majorité de jeunes adultes, dans les rues d'Abidjan et dans certaines autres villes du pays. Ils étaient appelés « parlements », « agoras », « congrès » ou « grins » et étaient utilisés par certains partis politiques comme un moyen de diffusion de masse de propagande. Le caractère démocratique de ces espaces de discussion et leur rôle dans le jeu politique a nourri la controverse, de par l'impossibilité d'exprimer une opinion différente de celle énoncée. Ces espaces ont été rasés et interdits dans les jours qui ont suivi la prise de fonction d'Alassane Ouattara en avril 2011.

## Organisation et fonctionnement

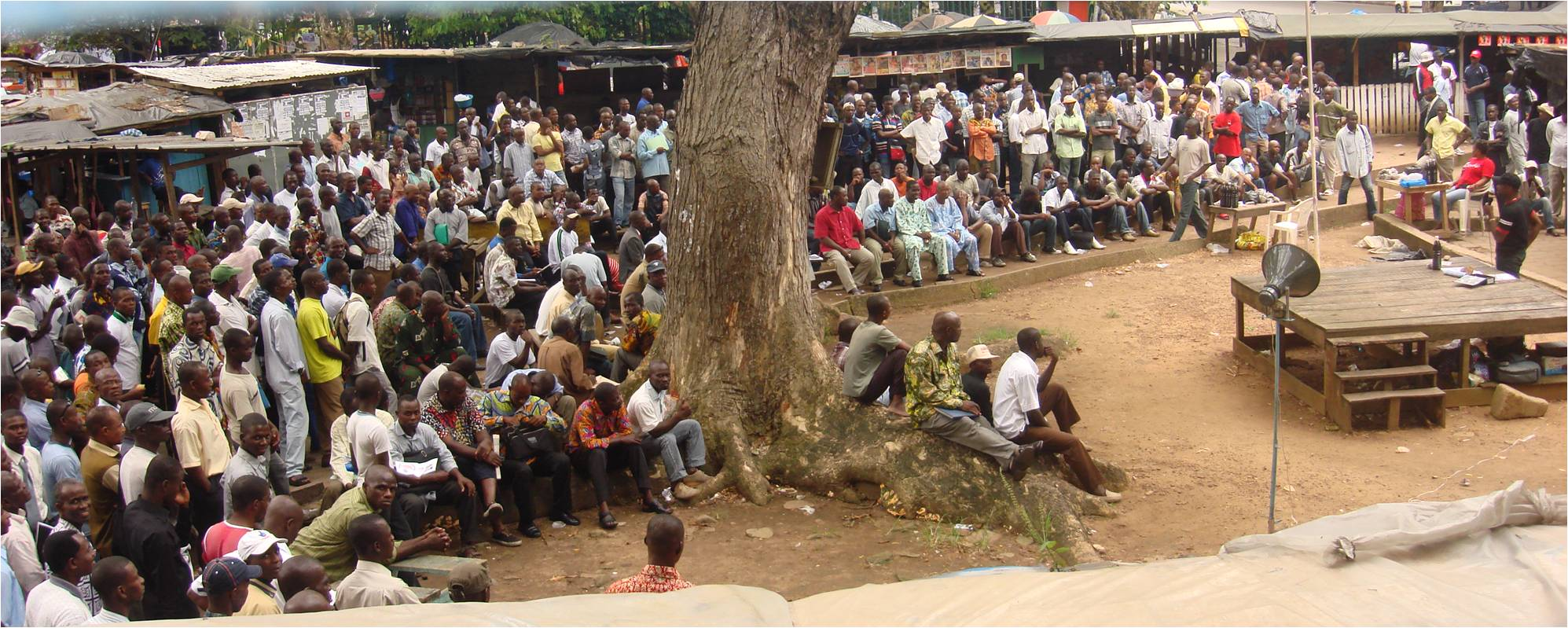
La « Sorbonne » au Plateau en 2007, aujourd'hui rasée.

Ils ont pris la dénomination de « parlements », mais on les appelle également « agoras », ou encore « congrès » et sont en réalité des espaces de discussion de rue accueillant des regroupements de populations, en majorité jeunes, à Abidjan et dans certaines autres villes de Côte d’Ivoire. Ces « parlements » qui se sont particulièrement illustrés pendant la crise politico-militaire en Côte d'Ivoire sont organisés à travers diverses structures de gestion dont les plus connues sont la Fédération nationale des orateurs des parlements et agoras de Côte d'Ivoire (Fenapci), l'Union des orateurs des parlements de Côte d'Ivoire (Unopaci) et la Coordination des parlements et agoras de Yopougon (Copayo).
En Côte d'Ivoire, ces espaces de discussion de rue étaient politiquement très orientés. Ils fonctionnent comme des instruments de conquête du pouvoir politique et s'insèrent dans les stratégies globales des partis qui les utilisent. Dans ce système, ils servent de relais et de supports à la propagande idéologique.
Ainsi, les plus populaires des « parlements », « agoras », ou « congrès », sont pro-FPI, tandis que « grins », plus rares, seraient plutôt proches du Rassemblement des républicains ou du PDCI.

## Critique du phénomène
Le caractère démocratique de ces espaces et leur rôle dans le jeu politique est cependant diversement apprécié.
Les opinions favorables au phénomène, y perçoivent la réinvention par les acteurs politiques ivoiriens d’une forme de « politique par le bas ». Un système qui part du bas de la pyramide sociale et se poursuit jusqu’au sommet de l'État et qui, à leur avis, implique les acteurs fondamentaux que sont les populations ; cette approche offre, selon eux, une occasion inestimable aux populations les plus démunies économiquement et en majorité analphabètes d’être informées dans ces « parlements », par des orateurs qui s’expriment dans un langage compréhensible pour tous et permet une véritable participation populaire au débat politique dans de vrais espaces de libre expression. 
De leur point de vue, la création de ces espaces qui constituaient une toile serrée de contrôle social et politique, traduisait également un renforcement de la vitalité du réseau de diffusion de l'information en Côte d’Ivoire autant qu’une affirmation des jeunes urbains qui, à la faveur du conflit et de la violence, « se lèvent en hommes » dans l’espace public et fortifiait la participation des masses populaires dans les conflits.
Pour les opinions défavorables au phénomène, le mode de pensée monolithique défendu et promu dans chacune des tendances de ces espaces est un indicateur de la récupération politicienne de ceux-ci. Cet assujettissement est plutôt perçu comme le signe d'un processus d'affaiblissement des possibilités de participation des masses populaires au jeu démocratique. Les jeunes animateurs de ces espaces, qualifiés d’« extrémistes manipulés » attisent, selon ces opinions, la haine contre les étrangers, s’attaquent à la France et, profèrent à longueur de journée des sentences contre leurs adversaires politiques. Ils sont en conséquence perçus comme une menace pour la sécurité et les droits de l'homme dans leur pays et l’on s’interroge également sur les risques jugés réels de les voir échapper, à terme, à tout contrôle pour basculer à leur tour dans une rébellion. 
Enfin, quelques observateurs analysent le phénomène sous un rapport plutôt socio-économique. Dans cette perspective ils mettent en corrélation le contexte de crise économique qui caractérise la Côte d’Ivoire, le très grand nombre de jeunes frappés par le chômage, et l’opportunité d’accéder à de nouveaux réseaux sociaux et économiques qu’offre à certains, la participation aux activités de ces espaces de discussion de rue.

## Compléments